# 1980年モスクワオリンピックのバスケットボール競技
1980年モスクワオリンピックのバスケットボール競技（1980ねんモスクワオリンピックのバスケットボールきょうぎ）は、7月20日から7月30日までソビエト連邦のモスクワで開催されたモスクワオリンピックにおけるバスケットボール競技の詳細である。
西側諸国の多くがボイコットした中、男子ではユーゴスラビアが初の金メダルを獲得した。女子はソ連が2連覇を達成した。

## 男子

### 最終成績
| 順位 | 国・地域         |
| ---- | ---------------- |
| 1位  | ユーゴスラビア   |
| 2位  | イタリア         |
| 3位  | ソビエト連邦     |
| 4位  | スペイン         |
| 5位  | ブラジル         |
| 6位  | キューバ         |
| 7位  | ポーランド       |
| 8位  | オーストラリア   |
| 9位  | チェコスロバキア |
| 10位 | スウェーデン     |
| 11位 | セネガル         |
| 12位 | インド           |

## 女子

### 最終成績
| 順位 | 国・地域       |
| ---- | -------------- |
| 1位  | ソビエト連邦   |
| 2位  | ブルガリア     |
| 3位  | ユーゴスラビア |
| 4位  | ハンガリー     |
| 5位  | キューバ       |
| 6位  | イタリア       |